# St. Pankratius (March-Holzhausen)

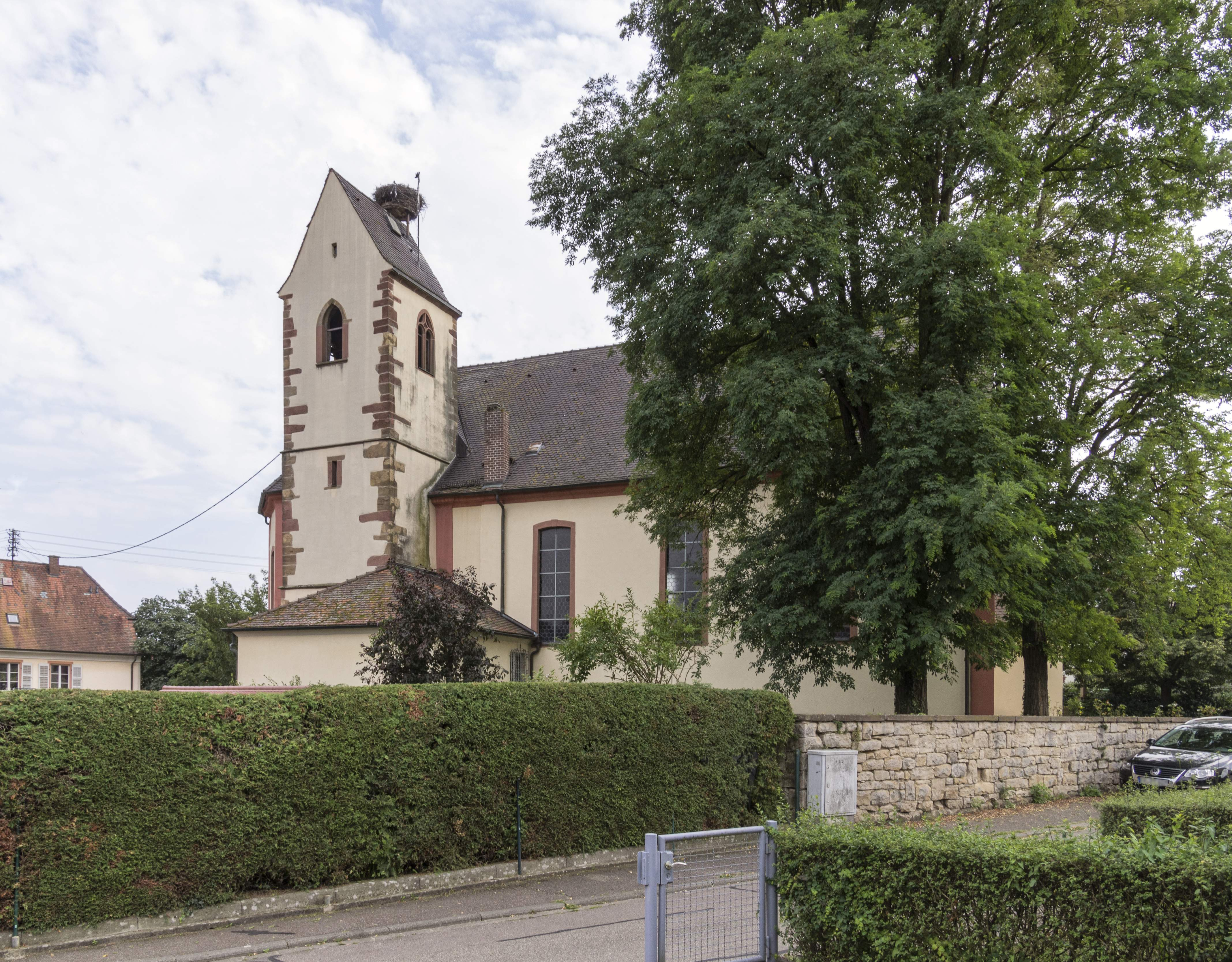
St. Pankratius in Holzhausen

St. Pankratius ist die römisch-katholische Pfarrkirche von Holzhausen, einem Ortsteil der Gemeinde March im Breisgau. Sie gehört mit den Kirchen der drei anderen Ortsteile von March, nämlich Buchheim, Hugstetten und Neuershausen, zur Seelsorgeeinheit March des Erzbistums Freiburg.

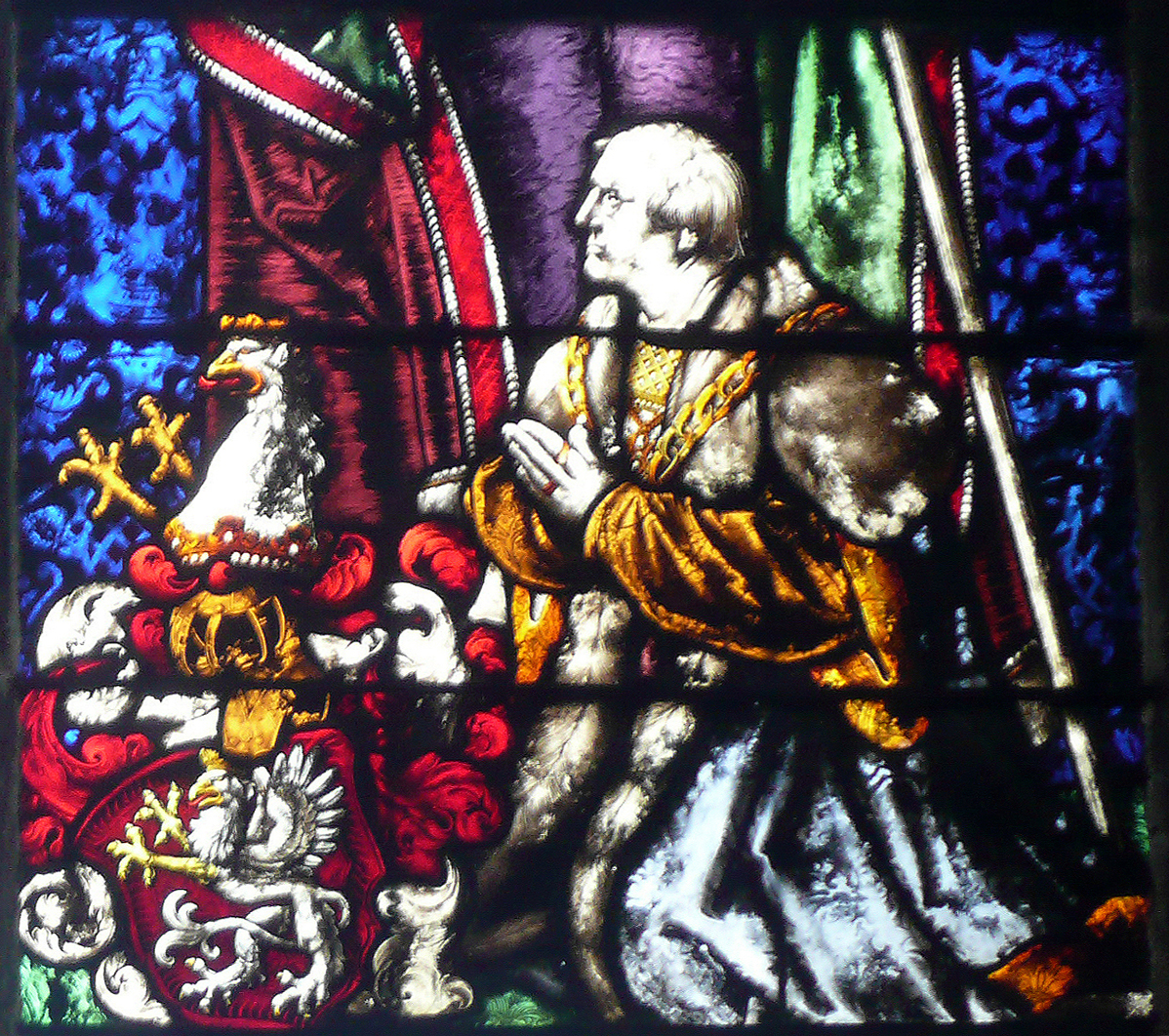
Konrad Stürtzel in einem Glasgemälde im Freiburger Münster

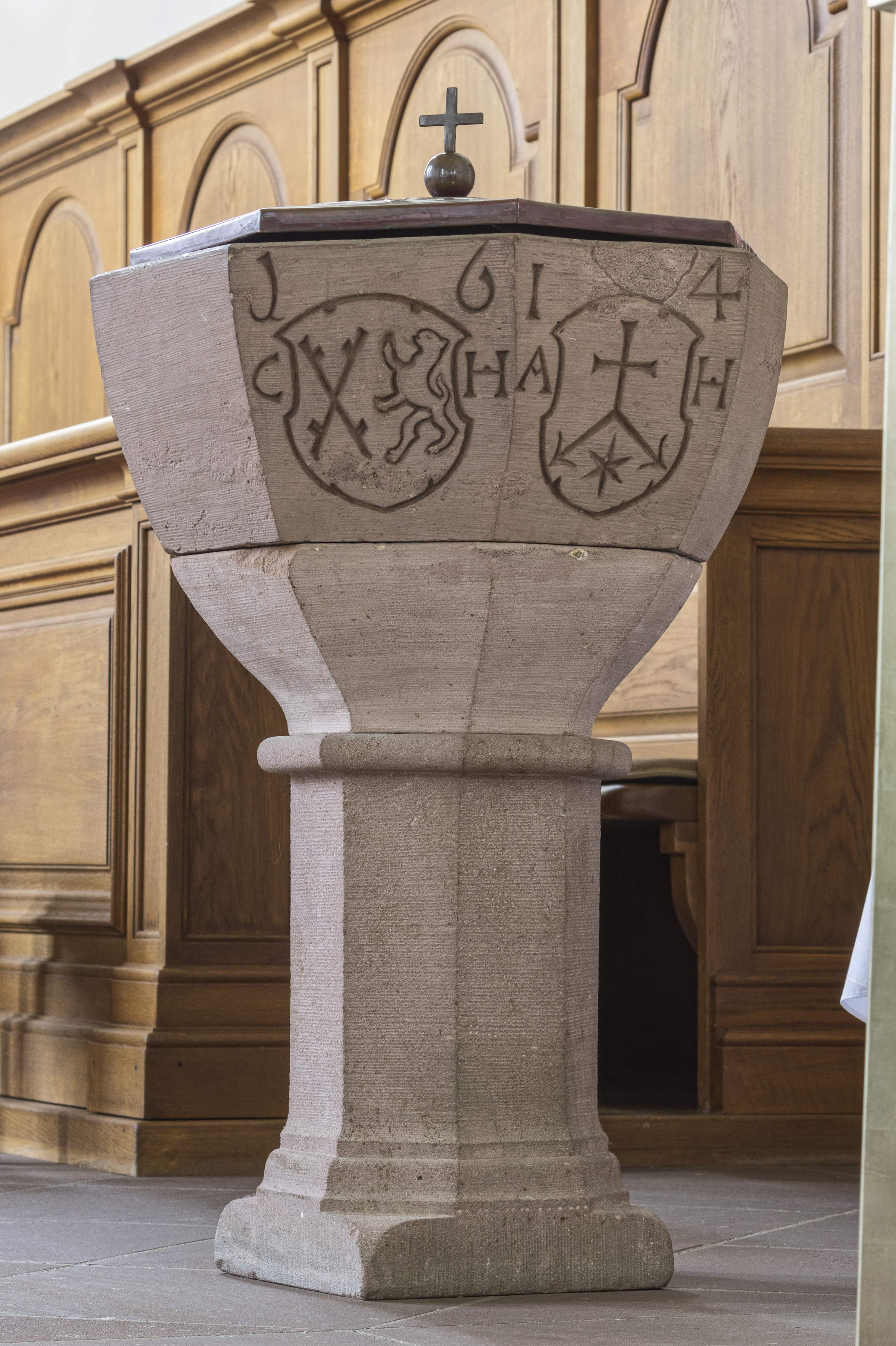
Taufstein mit Wappen der Harsch und Haitzmann

## Geschichte
Das Dorf Holzhausen – der Name abgeleitet von „Haus des Holtwulf“ – wird im Lorscher Codex für das Jahr 849 erstmals genannt. Im 14. Jahrhundert gehörte es den Schnewlin von Landeck. 1491 verkaufte David von Landeck es mit anderen Besitztümern, darunter Buchheim, an Konrad Stürtzel, den Kanzler des habsburgischen Erzherzogs Siegmund. Stürtzel wurde 1488, mit Bestätigung 1491, als „Stürtzel von Buchheim“ geadelt. Holzhausen war damit österreichisches Lehen. 1604 kam es an den vorderösterreichischen Kanzler Andreas Harsch († vor 1612), bei dessen Nachkommen Teile des Dorfs bis ins späte 19. Jahrhundert blieben. Doch hatten auch die Markgrafen von Baden-Durlach Rechte und Pflichten in Holzhausen, Ursache von Reibereien, die durch den Konfessionsunterschied (Vorderösterreich katholisch, die Markgrafschaft protestantisch) verschärft wurden.
Eine „ecclesia seu capella Holtzhusen“ ist erstmals in den Akten des Bistums Konstanz für 1362 belegt. Sie war Filiale der Pfarrei Mariä Himmelfahrt in Umkirch. Bereits früher, nämlich 1275, wird ein Pfarrer in „Buhswil“ erwähnt, der heute verschwundenen Siedlung Buchsweiler, nördlich von Holzhausen an der Straße nach Bottingen. 1606 ließ Andreas Harsch die Kirche in Buchsweiler renovieren. Sie war damals den heiligen Adelphus von Metz, in der Dorftradition auch Adolf genannt, und Pelagius geweiht. Sie verfiel wieder und wurde bald nach 1790 abgerissen.
Die erste Kirche in Holzhausen, von der Teile erhalten sind, wurde 1471–1472 errichtet. 1504 trennte der Bischof von Konstanz auf Bitte Konrad Stürtzels Holzhausen von Umkirch und machte es zu einer eigenen Pfarrei. 1614 stifteten Conrad Harsch, Bruder und Erbe des Andreas, und seine Frau Anna Haitzmännin einen Taufstein. 1681 wurden Schäden der Kriege des 17. Jahrhunderts beseitigt. 1687 wurde das jetzige Pfarrhaus erbaut. Ein jahrzehntelanger Rechtsstreit über die Finanzierung schloss sich an. 1776 war die Kirche baufällig, der Dachstuhl „mehernteils ganz faul“. Wieder gab es Streit. Im Generallandesarchiv Karlsruhe befinden sich ungefähr viertausend Seiten Akten, „den Kirchen- und Pfarrhausbau … zu Holzhausen und die darüber zwischen Baden, Österreich und dem Bischof von Konstanz entstandenen Irrungen betreffend (1713–1788)“. Vertreter des Markgrafen war dabei Goethes Schwager Johann Georg Schlosser, dem vorgehalten wurde, er habe gegen „die allerhöchste Monarchin sehr beleidigende Ausdrücke einfließen … lassen“ – gemeint war Kaiserin Maria Theresia. 1780–1781 wurde die Kirche trotzdem unter Einbeziehung des alten Turms und der Nordwand des Schiffs und unter erheblicher Vergrößerung von dem Freiburger Baumeister Johann Gaißer (1733–1817) neu aufgeführt und 1782 vom Konstanzer Weihbischof Wilhelm Joseph Leopold von Baden († 1798) geweiht. Patrone des Hauptaltars wurden die heiligen Pankratius und Apollinaris von Ravenna, Patron des linken Seitenaltars wurde der heilige Josef von Nazaret, Patron des rechten Seitenaltars der heilige Johannes Nepomuk. 1814 malte Simon Göser die vierzehn Kreuzwegstationen. 1869 wurde unter Pfarrer Andreas Schill (1835–1913; Pfarrer in Holzhausen 1868–1878) die Kirche innen renoviert. 1879 wurde der Friedhof, bisher um die Kirche, an den Weg nach Neuershausen verlegt. 1988 kam eine Warmluftheizung in die Kirche, und im Anschluss daran wurde die Kirche bis 1996 restauriert. Der damalige Pfarrer Michael Lerchenmüller (* 1930) begleitete die Bauarbeiten archäologisch. 1999 erhielt die Kirche einen neuen Zelebrationsaltar und 2002 eine neue Orgel.

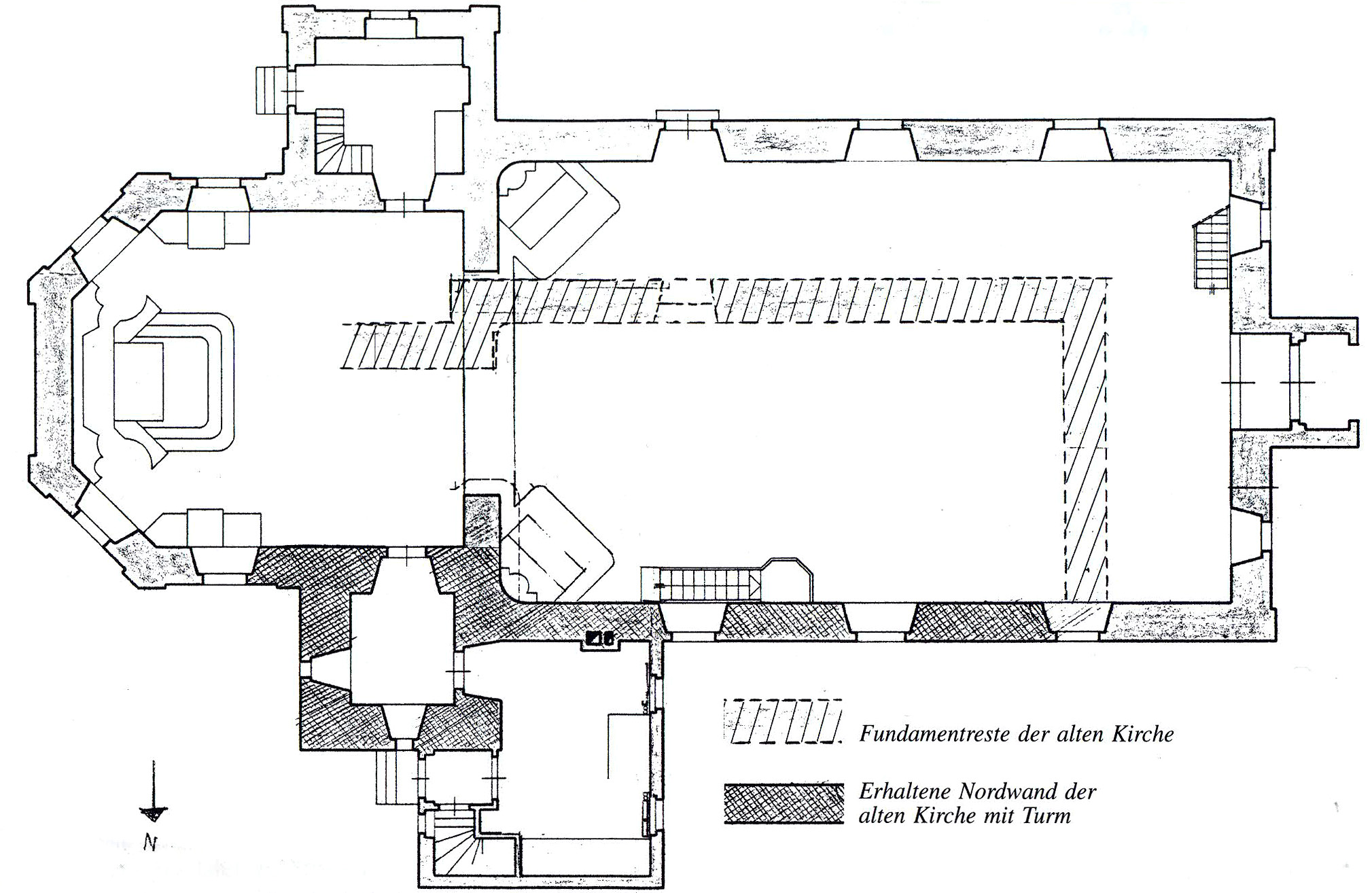
Grundriss

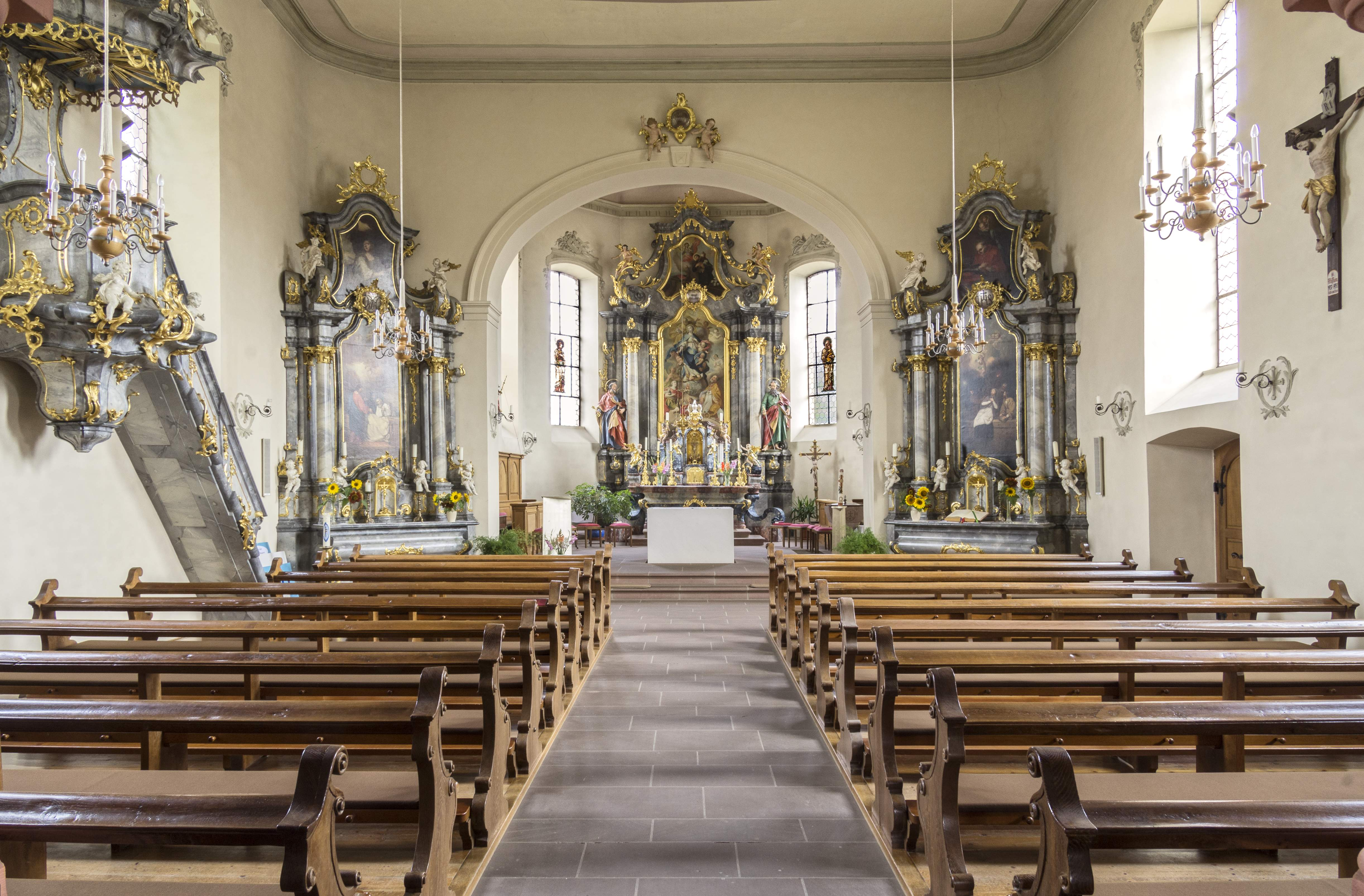
Inneres nach Osten

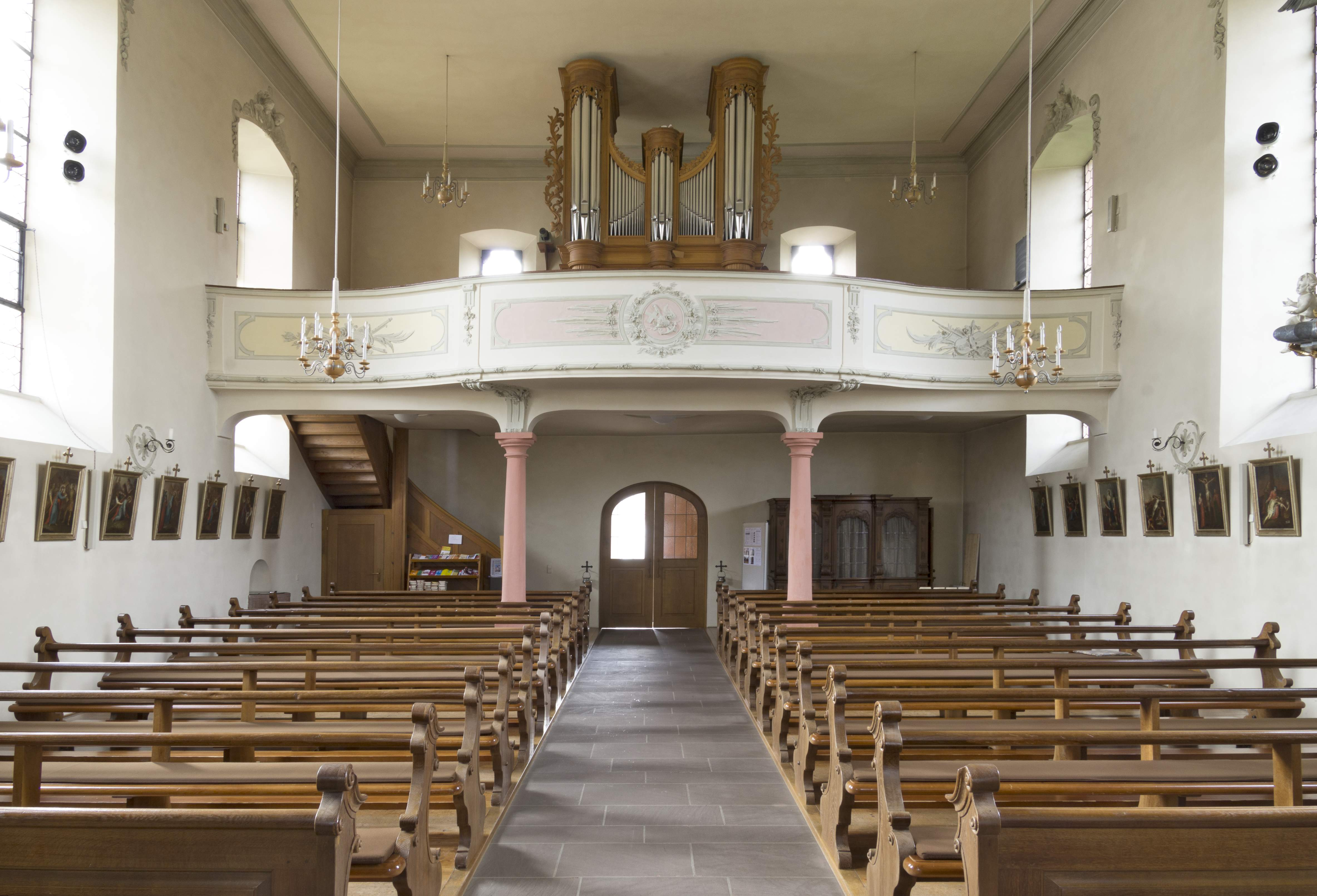
Inneres nach Westen

## Gebäude
Die Kirche steht am Westrand des Dorfes, auf dem hochgelegenen Platz des ehemaligen Friedhofs, der wie bei einer Wehrkirche von einer dicken Bruchsteinmauer umgeben ist. „Wie auf einer ‚Himmelsleiter‘ steigen die Gottesdienstbesucher vom Dorf her die Treppe zum Kirchhof hinauf.“ Der Turm in der Nordostecke besteht aus drei Stockwerken unter einem Dach mit Storchennest. Zur Ostseite hin hat das Turm-Satteldach noch eine Dachgaube in der die Turmuhr mit dem großen Zifferblatt untergebracht ist. Die beiden unteren Stockwerke haben nur Mauerschlitze als Fenster, das oberste hat Spitzbogenfenster mit Fischblasenmaßwerk. Das Schiff ist ein Saal mit jederseits drei flachbogigen Fenstern. Der östlich anschließende Chor ist polygonal geschlossen. Rote Ecklisenen gliedern das im übrig weiß getünchte Äußere. In der Westwand öffnen sich drei kleine ochsenaugenähnliche Fenster. Der Schlussstein des Hauptportals trägt die Jahreszahl „1779“. Das Schiff überfängt eine flache Decke mit umlaufendem Stuckprofil. Zwei Säulen tragen eine Orgelempore. Die beiden östlichen Ecken des Schiffs beidseits des Chorbogens sind ausgerundet. Dadurch und durch die Schrägstellung der beiden Seitenaltäre entsteht ein Sog in Richtung auf den Chor. „Den Raumgedanken hatte schon der Deutschordens-Baudirektor Caspar Bagnato mit seinem bahnbrechenden Merdinger Dorfkirchenbau (1738/41) in den Breisgau eingeführt.“

## Ausstattung

### Altäre
Die Altäre sind „Meisterwerke spätbarocker Altarbaukunst“. Der Kunstschreiner Thomas Hechinger (1742–1790) aus Oberhausen hat sie in Zusammenarbeit mit dem Bildhauer Matthias Faller geschaffen, von dem oder aus dessen Werkstatt wohl die Statuen stammen. Der Auftrag der Gemeinde lautete auf „geschmackvoll gearbeitete Chorstühle, Beichtstühle, Engel und Cherubim, die drei Altäre selbst, die Kanzel mit den Symbolen und dem guten Hirten, endlich die Communikantenbänke“. Der Hauptaltar an der Chorrückwand und die schräg gestellten, etwas einfacheren, zu ihm hinleitenden Seitenaltäre harmonieren. An jedem spielen sechs Engel, vier auf der Höhe der Tabernakel, zwei neben dem Auszug. Der Hochaltar wird flankiert von den heiligen Petrus und Paulus. Das Hauptbild, von Johann Pfunner 1780 signiert, zeigt die ohne den Makel der Erbsünde empfangene Maria immaculata im Himmel, einen Kranz von Sternen um ihren Kopf, auf einem Halbmond stehend, eine Schlange zu Füßen (Offb 12,1 ). Eine Weltkugel darunter zeigt in Grisaille-Tönen den Sündenfall. Rechts und links bitten Apollinaris und Pankratius für ihre Gemeinde, der Bischof Apollinaris mit Bildern der Heiligen Familie auf seinem Pluviale, Pankratius mit einem brennenden Herzen in der Hand. Das Oberbild, von unbekannter Hand, zeigt den heiligen Franz Xaver, der als Missionar einen exotisch gekleideten farbigen Jungen auf der Schulter trägt und dabei zu seinem Vorbild, Jesus als dem guten Hirten (Joh 10,11 ), aufschaut.

Altäre
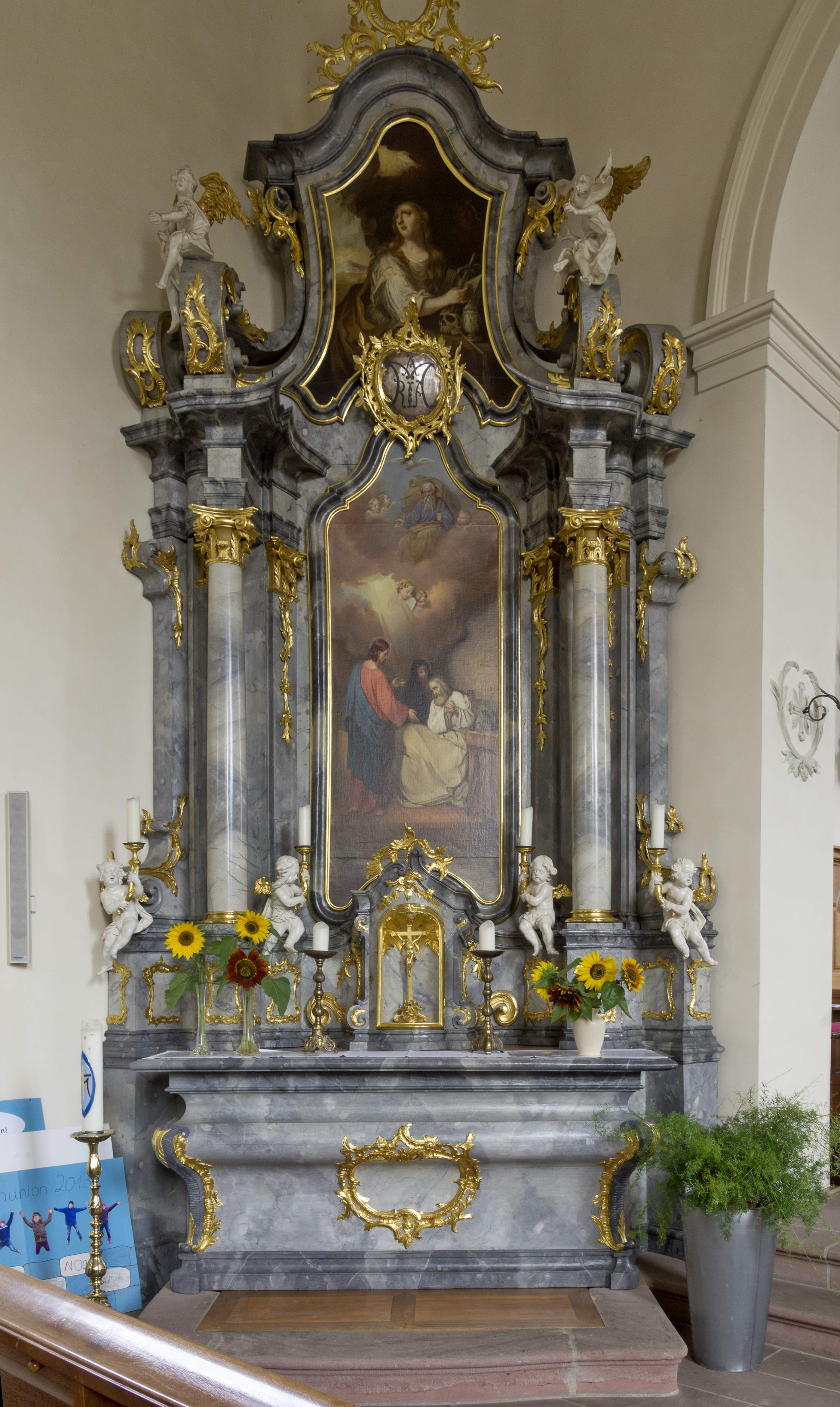
Linker Seitenaltar
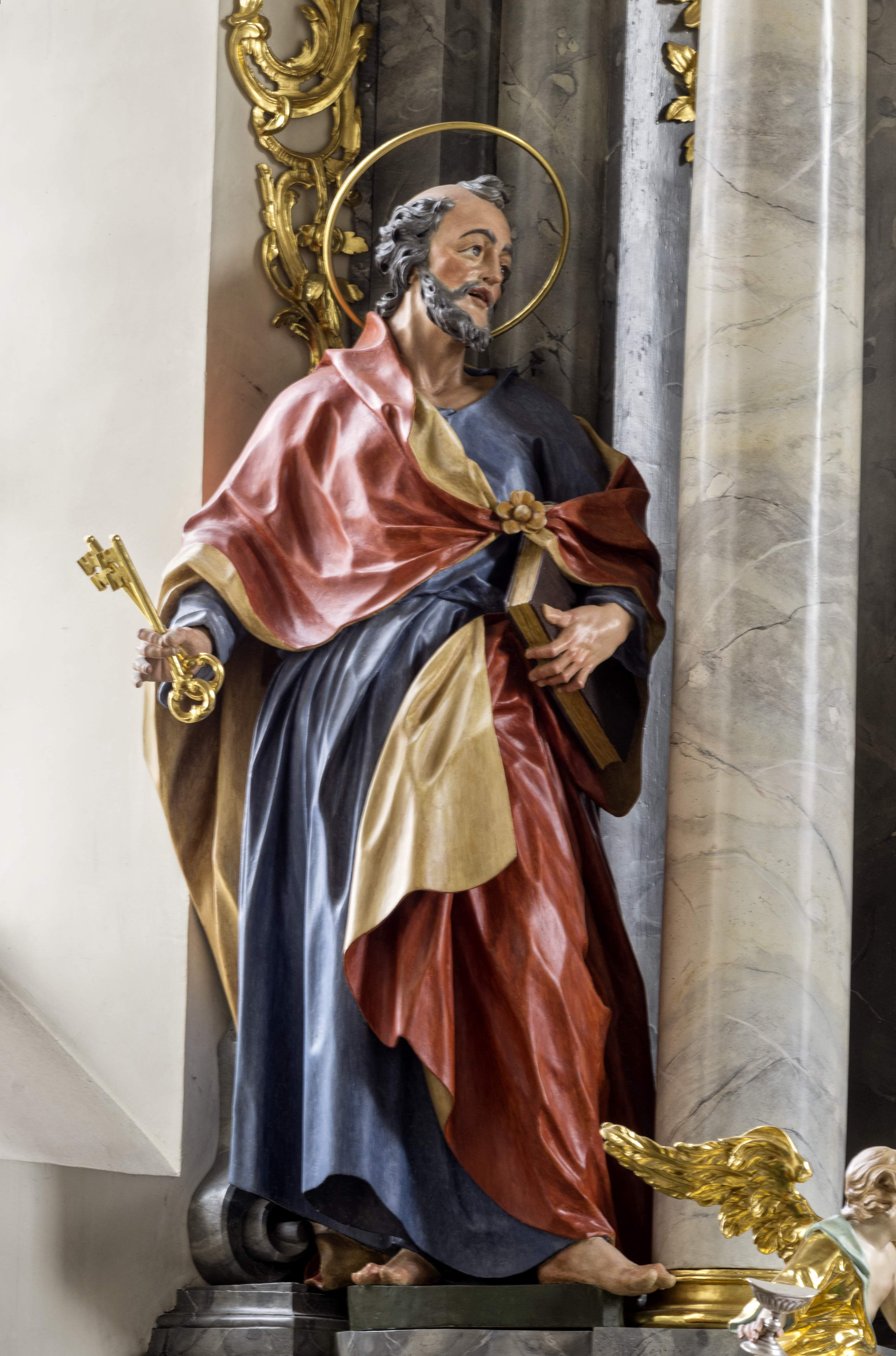
Petrus vom Hochaltar
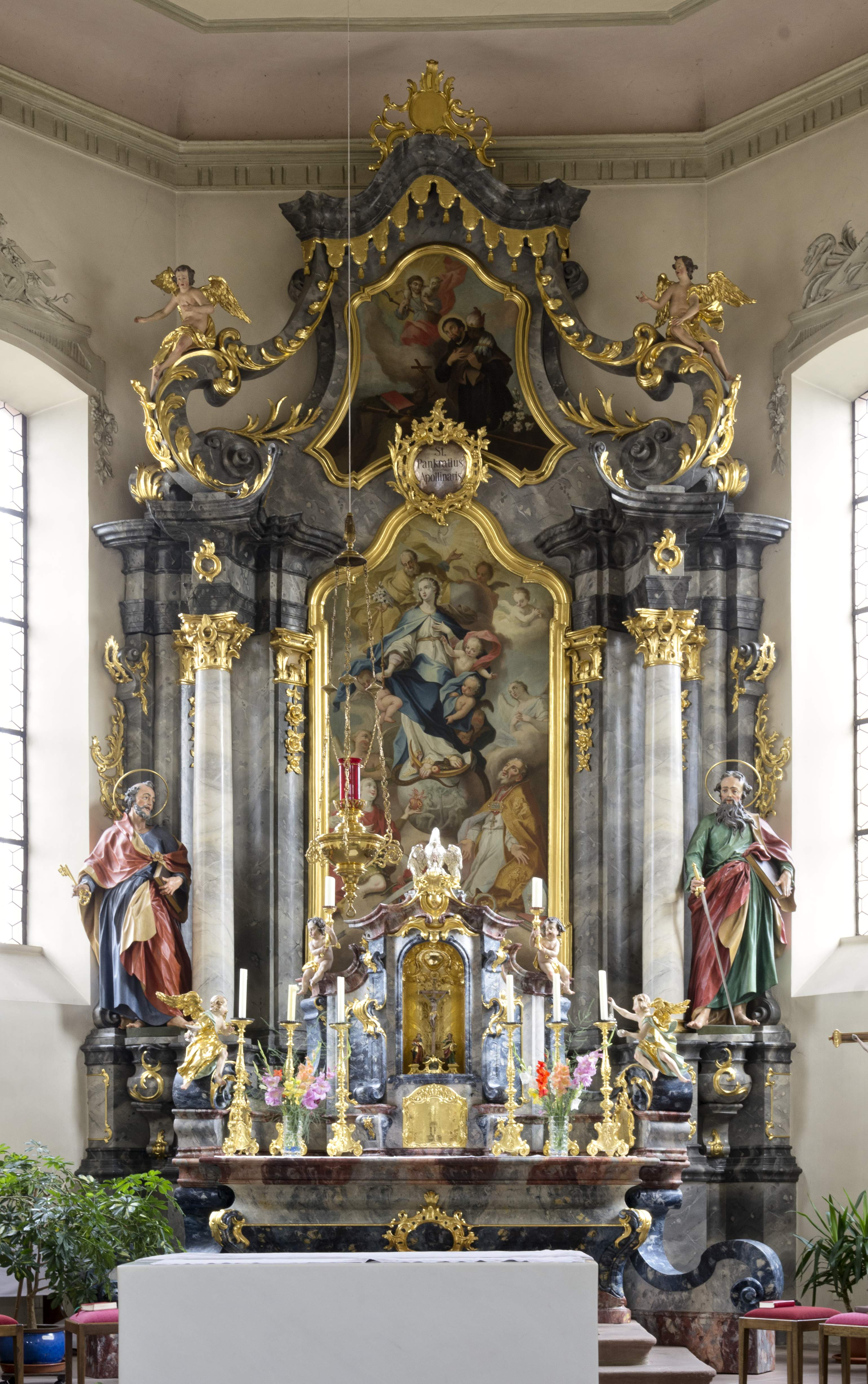
Hochaltar
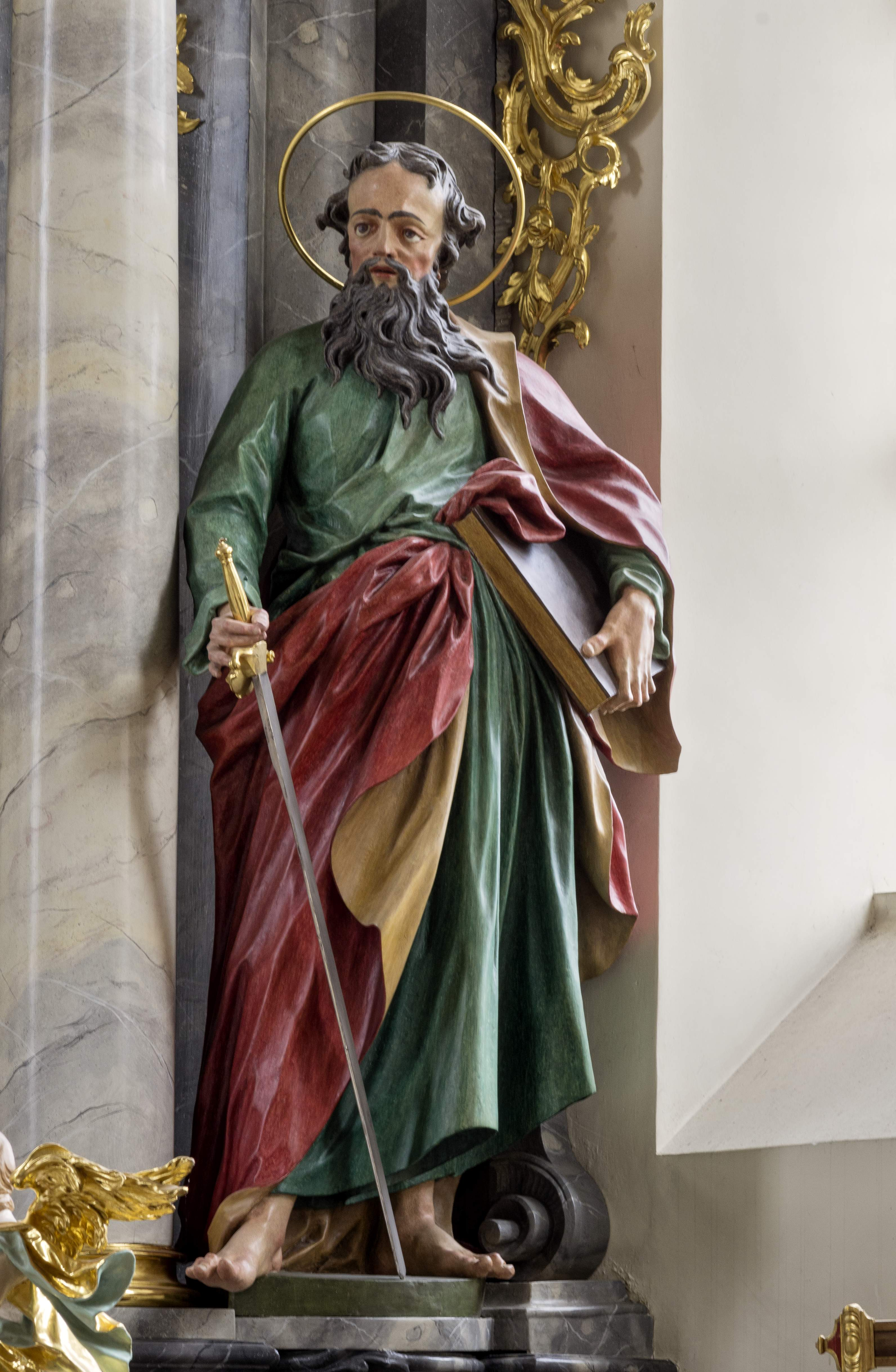
Paulus vom Hochaltar
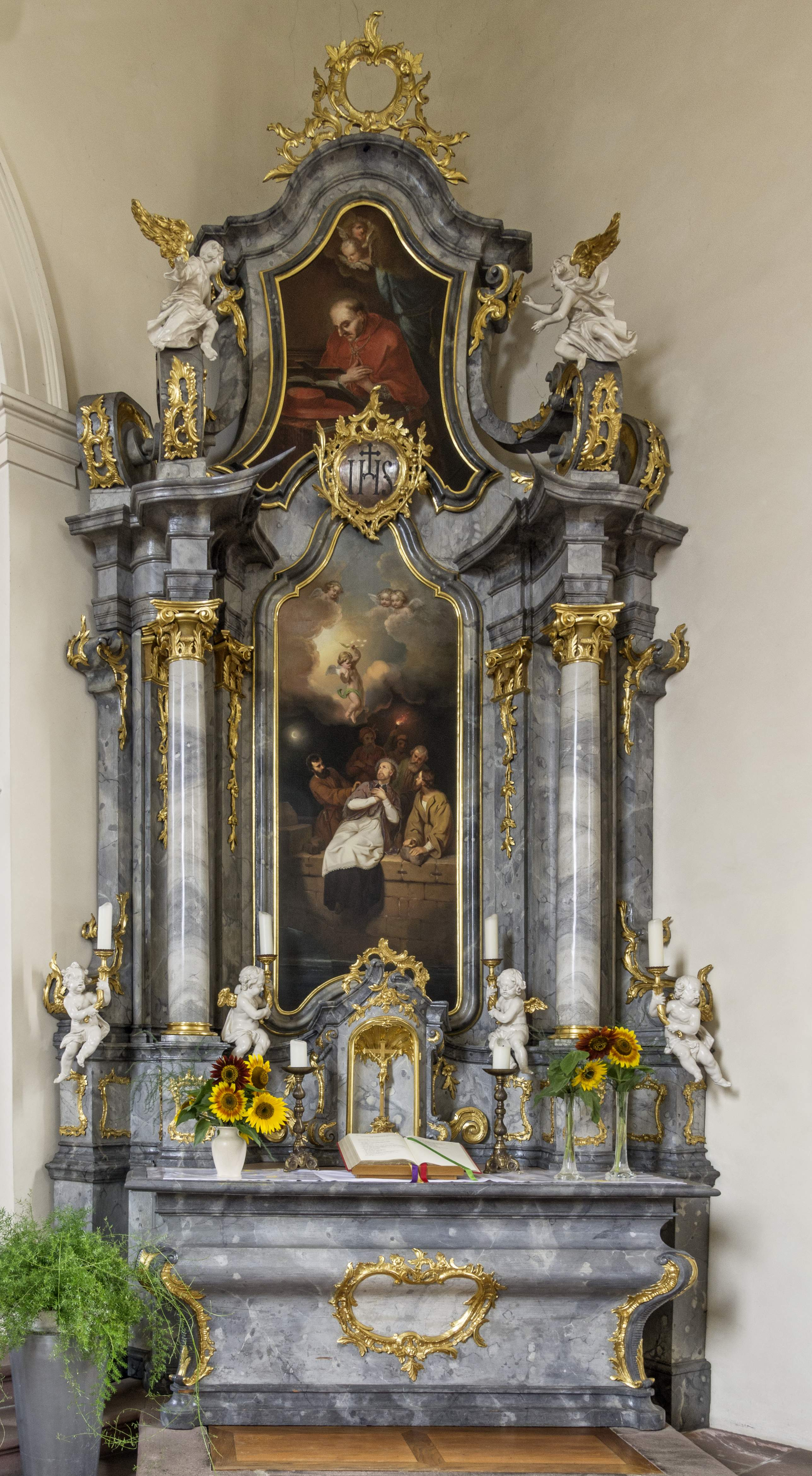
Rechter Seitenaltar

Die Hauptbilder der beiden Seitenaltäre, von nazarenischem Stil, ersetzten wohl bei der Renovierung 1869 barocke Gemälde. Sie sind „C. Remerlein, Wien“ signiert. Das linke zeigt den Tod des heiligen Josef, dem Jesus und Maria beistehen und den Gottvater im Himmel erwartet. Das rechte zeigt Nepomuk, wie er von der Karlsbrücke in die Moldau gestoßen wird. Die Oberbilder der Seitenaltäre sind noch barock. Das linke zeigt Maria Magdalena mit Totenschädel und Salbgefäß, das rechte den heiligen Karl Borromäus.

### Weitere Ausstattung
Zum Stuckkleid des Inneren gehören die Profilleisten der Decke sowie Verzierungen an der Brüstung der Orgelempore und über den Fenstern, im Chor mit religiösen Symbolen. Hermann Brommer hat sie dem Freiburger Stuckateur Johann Joseph Meisburger zugeschrieben.
An der Chordecke stellt ein rundes Gemälde, vielleicht von dem Kenzinger Maler Dominikus Riesterer (* 1756) die Opferbereitschaft Abrahams dar (Gen 22,1-19 ): Gott hatte Abraham befohlen, ihm seinen Sohn Isaak zu opfern, schickte aber, als Abraham willfahren wollte, einen Widder als Ersatz.
An der Südwand des Chors stehen auf Konsolen Figuren der heiligen Josef und Pankratius.
Zuoberst auf dem Schalldeckel der Kanzel steht, wie Hechinger in Auftrag gegeben, Jesus als guter Hirte. Darunter sind die „Symbole“ angebracht – nämlich die Symbole der vier Evangelisten, der Mensch des Matthäus, der Löwe des Markus, der Stier des Lukas und der Adler des Johannes. Alle vier Symbole bezeichneten früher Holzhauser Wirtshäuser.

Kreuzweg
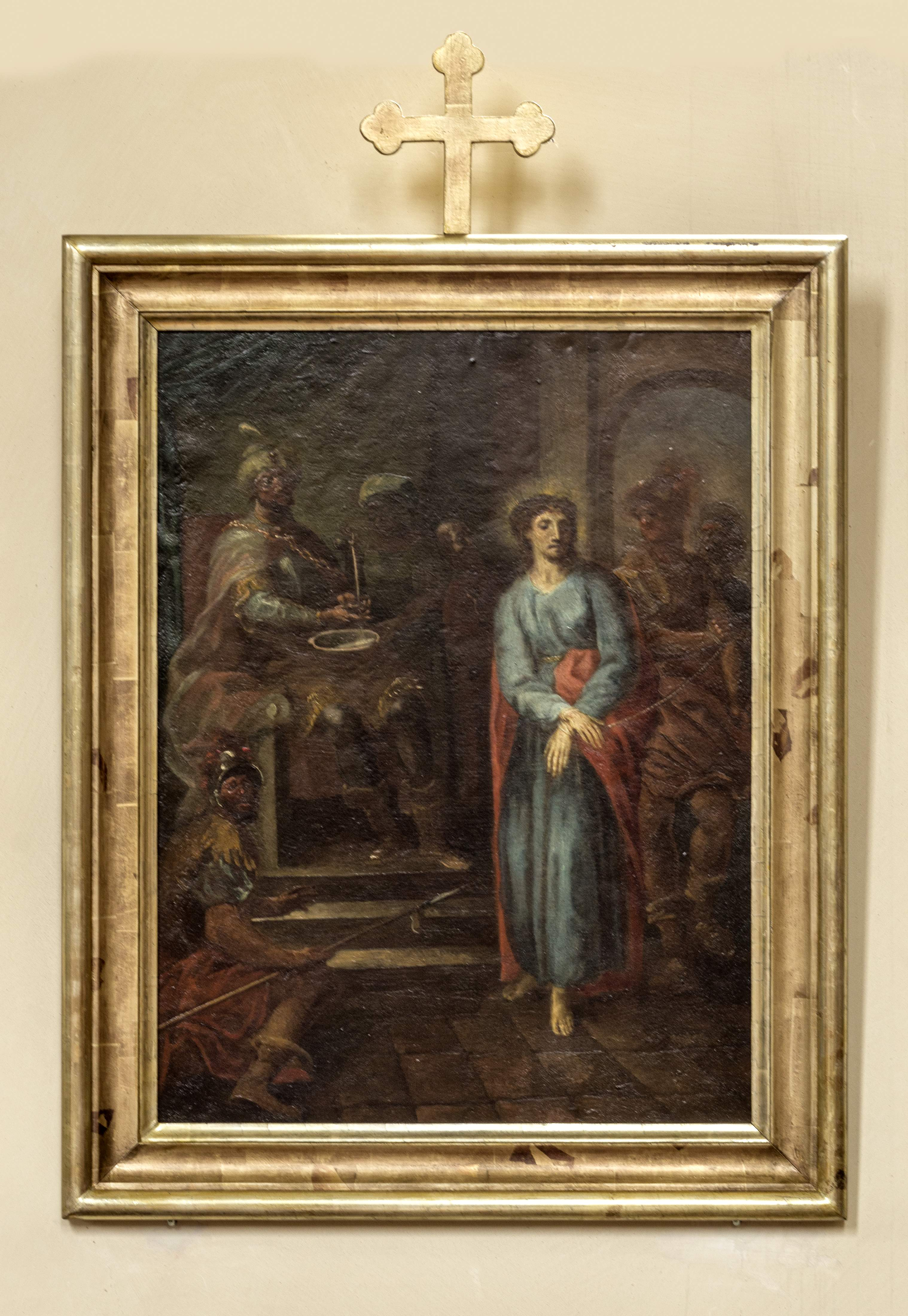
Jesus vor Pilatus
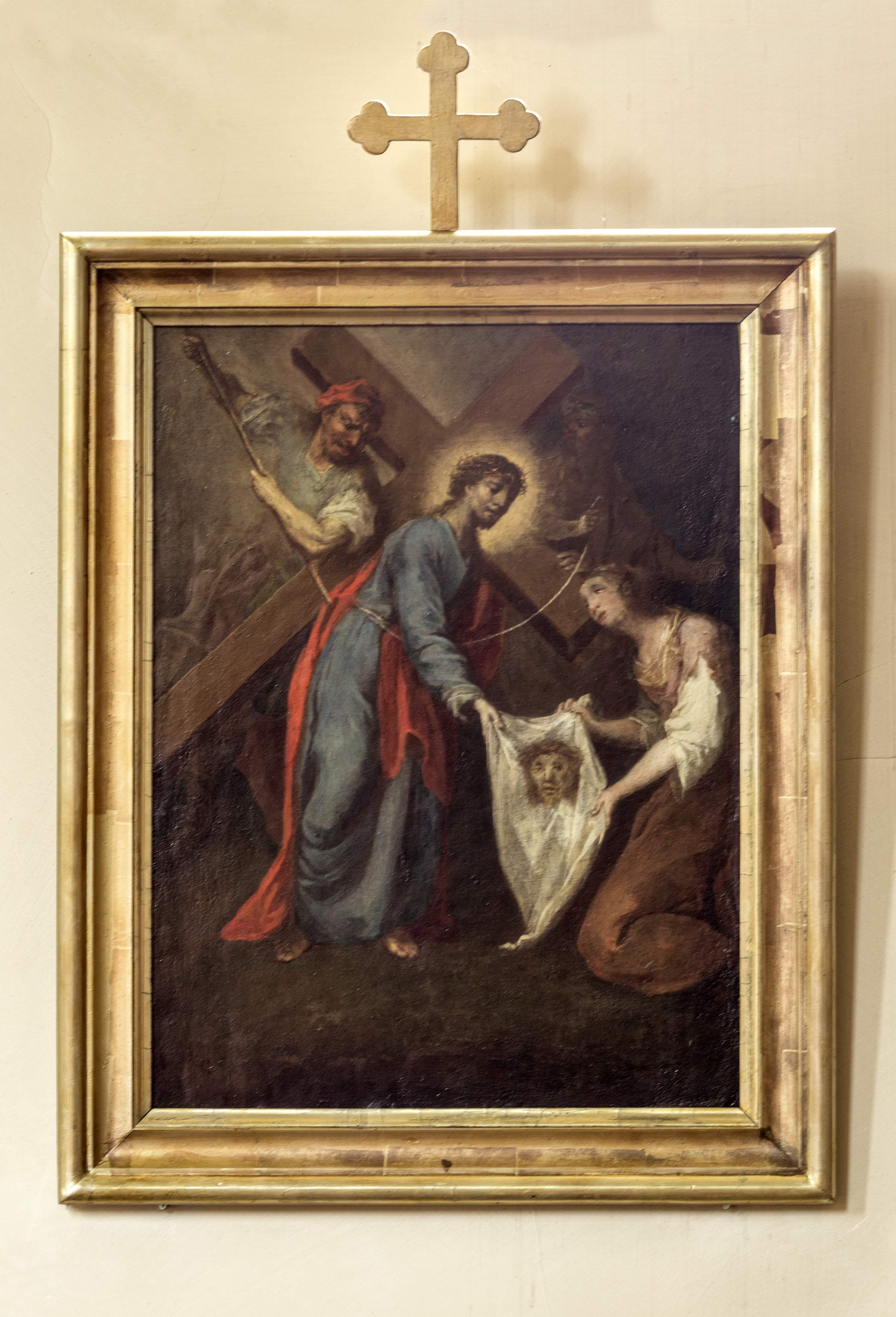
Veronika reicht Jesus das Schweißtuch
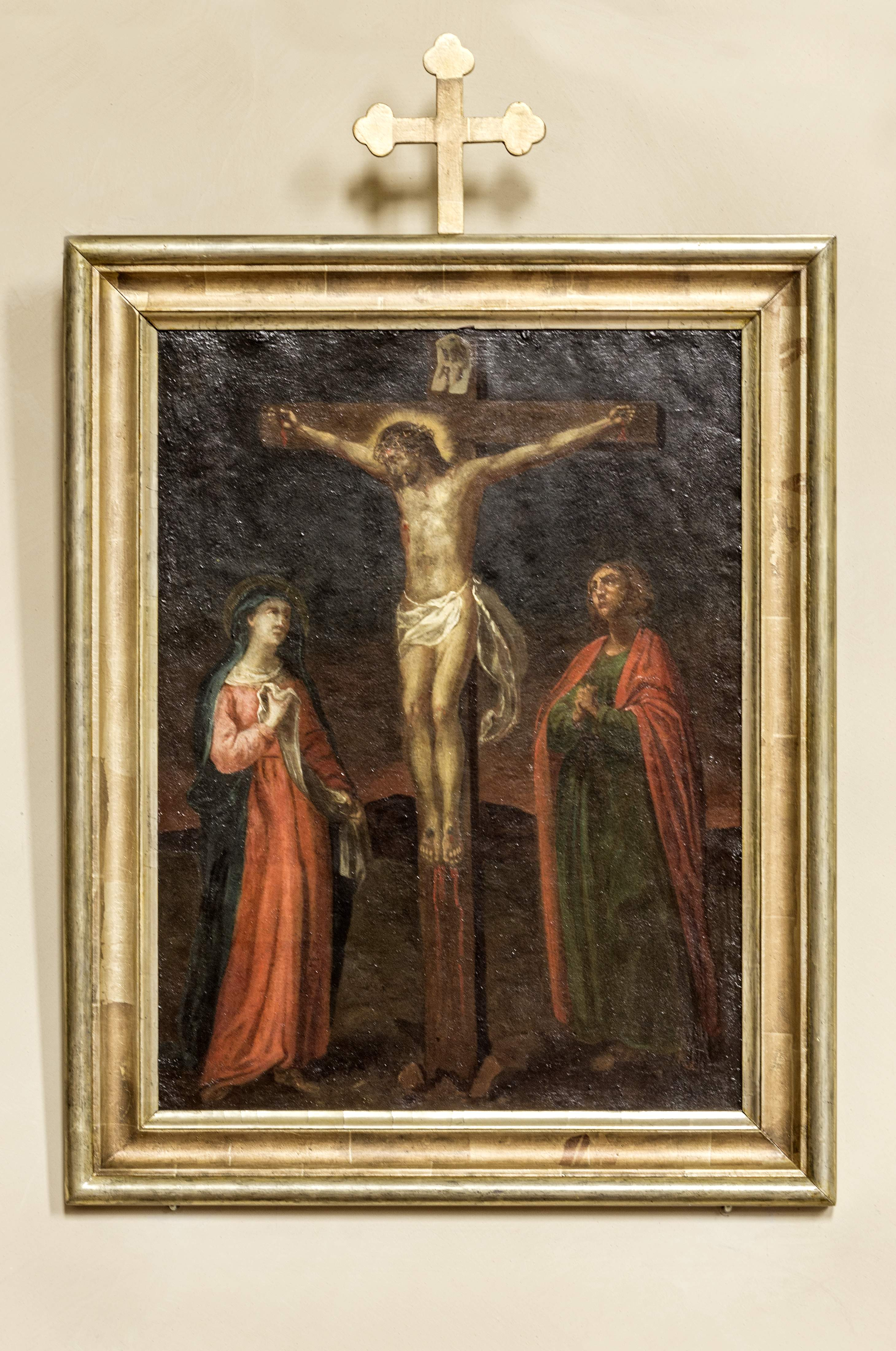
Jesus stirbt am Kreuz
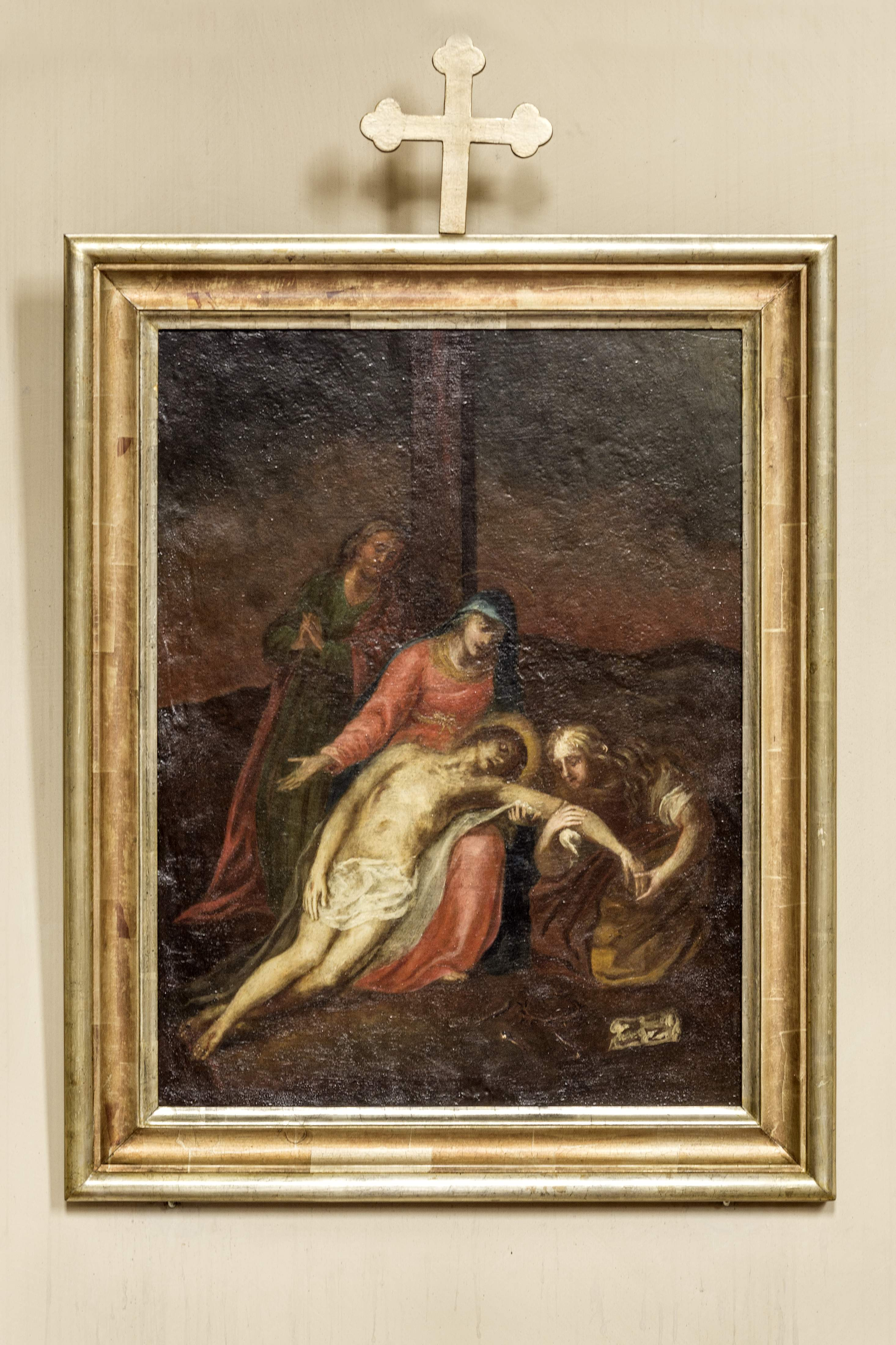
Jesus im Schoß seiner Mutter
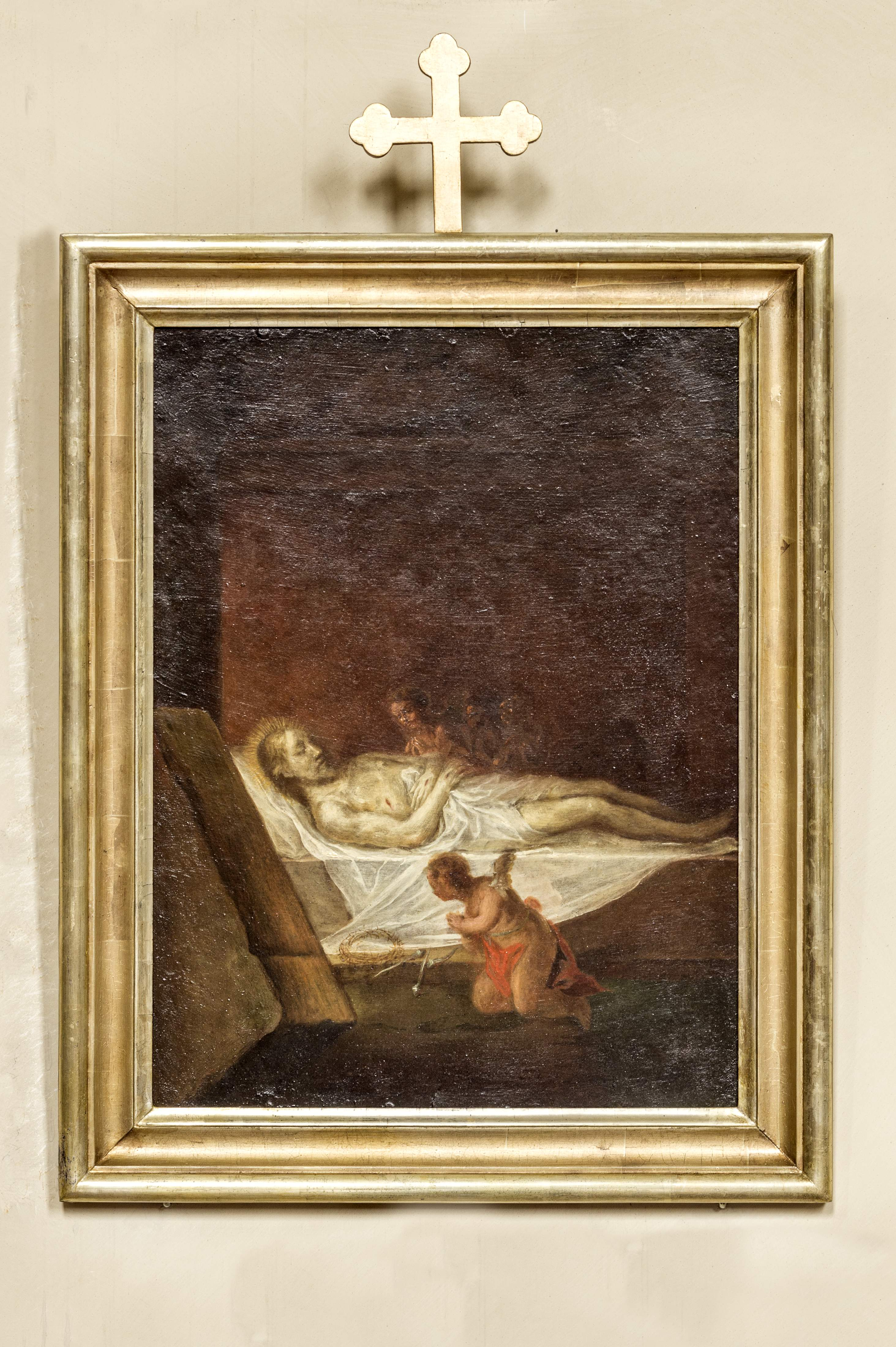
Jesus im Grab

1870 wurde laut Andreas Schill „der schöne, einst von der Familie Harsch gestiftete Kreuzweg, ein Meisterwerk, wieder refraichiert und eingerahmt“. Auf der Rückseite der 12. Station, „Jesus stirbt am Kreuz“, hat Göser ihn signiert. Göser malte die Stationen „mit Anmut, Würde und Farben von erlesenem Geschmack, die oft in den zartesten Tönen ansetzen“.
Der Taufstein trägt die Jahreszahl „1614“ sowie die Wappen und Initialen der Stifter C[onrad] H[arsch] und A[nna] H[aitzmännin].
An den Friedhof erinnert das Kriegsopfer-Ehrenmal (1769 errichtet) mit einem Steinkruzifix von Franz Xaver Anton Hauser (1712–1772), der in der Kirche geheiratet hat.

### Orgel
Die Orgel wurde im Jahre 2001 von der Freiburger Orgelbaufirma Spaeth errichtet. Das Instrument hat 16 Register auf einem Manualwerk und Pedal. Die Register des Hauptwerkes sind bis auf den Principal und die Mixtur über Wechselschleifen auf dem zweiten Manual spielbar.
| I Manual C–g3 |                        |        |
|               | nicht schwellbar       |        |
| 1.            | Prinzipal              | 8′     |
|               | im Generalschweller    |        |
| 2.            | Bourdon                | 8′     |
| 3.            | Holzflöte              | 8′     |
| 4.            | Salicional             | 8′     |
| 5.            | Lamento                | 8′     |
| 6.            | Oktave                 | 4′     |
| 7.            | Flöte                  | 4′     |
| 8.            | Quinte                 | 2 ⁄3′  |
| 9.            | Flöte                  | 2′     |
| 10.           | Terz                   | 1 3⁄5′ |
| 11.           | Mixtur IV VZ Octave 2' | 2′     |
| 12.           | Basson-Hautbois        | 8′     |

| II Wechselschleifen aus I C–g3 |        |
| Bourdon                        | 8′     |
| Flöte                          | 8′     |
| Salicional                     | 8′     |
| Lamento                        | 8′     |
| Oktave                         | 4′     |
| Flöte                          | 4′     |
| Quinte                         | 2 ⁄3′  |
| Doublett                       | 2′     |
| Terz                           | 1 3⁄5′ |
| Hautbois                       | 8′     |

| Pedalwerk C–f1 |             |     |
| 13.            | Subbass     | 16′ |
| 14.            | Oktavbass   | 8′  |
| 15.            | Oktave      | 4′  |
| 16.            | Trompetbass | 8′  |

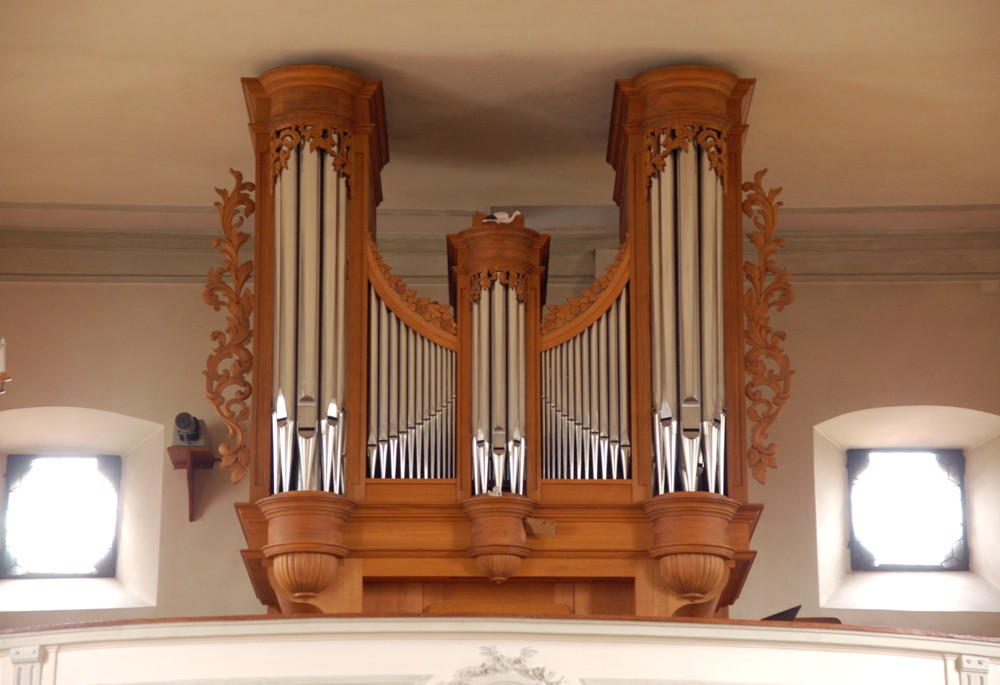
St. Pankratius, Orgel

- Koppeln: II/I, II/II (Suboktavkoppel), I/P, II/P

### Glocken
Bereits die Kirche von 1471 besaß ein Glockengeläut. Eine zweite Generation von drei Glocken wurde 1756 gegossen. Eine der drei musste 1917 für den Ersten Weltkrieg abgeliefert werden, eine zweite zersprang später. 1935 folgte eine dritte Generation von vier Glocken, die dem Zweiten Weltkrieg zum Opfer fielen. 1953 bekam die Kirche eine Leihglocke, die fast 450 Jahre alt war und aus der katholischen Kirche Gräditz in Sachsen stammte. 1960 erhielt die Kirche dann ihr jetziges Geläut. Neben diesen vier Glocken des Glockengießers Friedrich Wilhelm Schilling wurde außerdem noch für die Holzhauser Friedhofskapelle aus dem Jahr 1914 mit dem kleinen Dachreiter-Glockentürmchen ein Friedhofsglöcklein geliefert.
| Nr. | Name       | Durchmesser | Gewicht ca. | Schlagton |
| --- | ---------- | ----------- | ----------- | --------- |
| 1   | Herz Jesu  | 1422 mm     | 1238 kg0    | e’±0      |
| 2   | Maria      | 1018 mm     | 716 kg      | g’+2      |
| 3   | Pankratius | 0904 mm     | 486 kg      | a’±0      |
| 4   | Josef      | 0800 mm     | 339 kg      | h’±0      |

Alle Kirchenglocken sind durch Schlagwerke in den Zeit-Glockenschlag einbezogen. Der Uhrschlag wird im Zeitraum von 6 bis 22 Uhr mit einem elektromotorischen Schlagwerk ausgeführt. Für den Viertelstundenschlag werden die Glocken 4, 3, 2 in dieser Reihenfolge zu jeder Viertelstunde innerhalb der angebrochenen Stunde auf die Glocken angeschlagen. Direkt im Anschluss an den Viertelstundenschlag folgt der Stundenschlag. Die Anzahl der Schläge der Glocke 1 zeigt an, welche Stunde gerade vollendet ist, dabei gilt das 12-Stunden-System.

#### Geläut-Beispiele
- Angelus-Laudes (Morgengebet) 06:01 Uhr: Zweiminütiges Geläut mit: Glocke 3
- Angelus-Sext (Mittagsgebet) 11:01 Uhr: Zweiminütiges Geläut mit: Glocke 3
- Angelus-Vesper (Abendgebet) 20:01 Uhr: Zweiminütiges Geläut mit: Glocke 3, direkt anschließend einminütiges Geläut mit: Glocke 4 (Vaterunserläuten)

Das Angelusläuten ist ein Gebetsläuten der katholischen Kirchen, das morgens, mittags und abends ausgeführt wird. Zwischen dem Gloria am Gründonnerstag und dem der Osternacht unterbleibt jegliches (Angelus-)Läuten. Das allabendliche kurze Nachläuten an den Angelus um 20:03 Uhr, „Vaterunserläuten“ genannt, mahnt zum Vaterunser für die Verstorbenen des Tages oder der Woche.
- Feierabendläuten (Einläuten des Sonntags) 16:01 Uhr: Vierminütiges Vollgeläut mit: den Glocken 1, 2, 3, 4
- Zusammenläuten (Läuten zum Gottesdienst) werktags: zehnminütiges Geläut mit: den Glocken 3 und 4. Samstags, sonntags und an Feiertagen: zehnminütiges Vollgeläut mit: den Glocken 1, 2, 3, 4.

Bei liturgischen Trauerfeiern auf dem Holzhauser Friedhof wird das Friedhofsglöcklein für etwa drei Minuten von Hand geläutet.

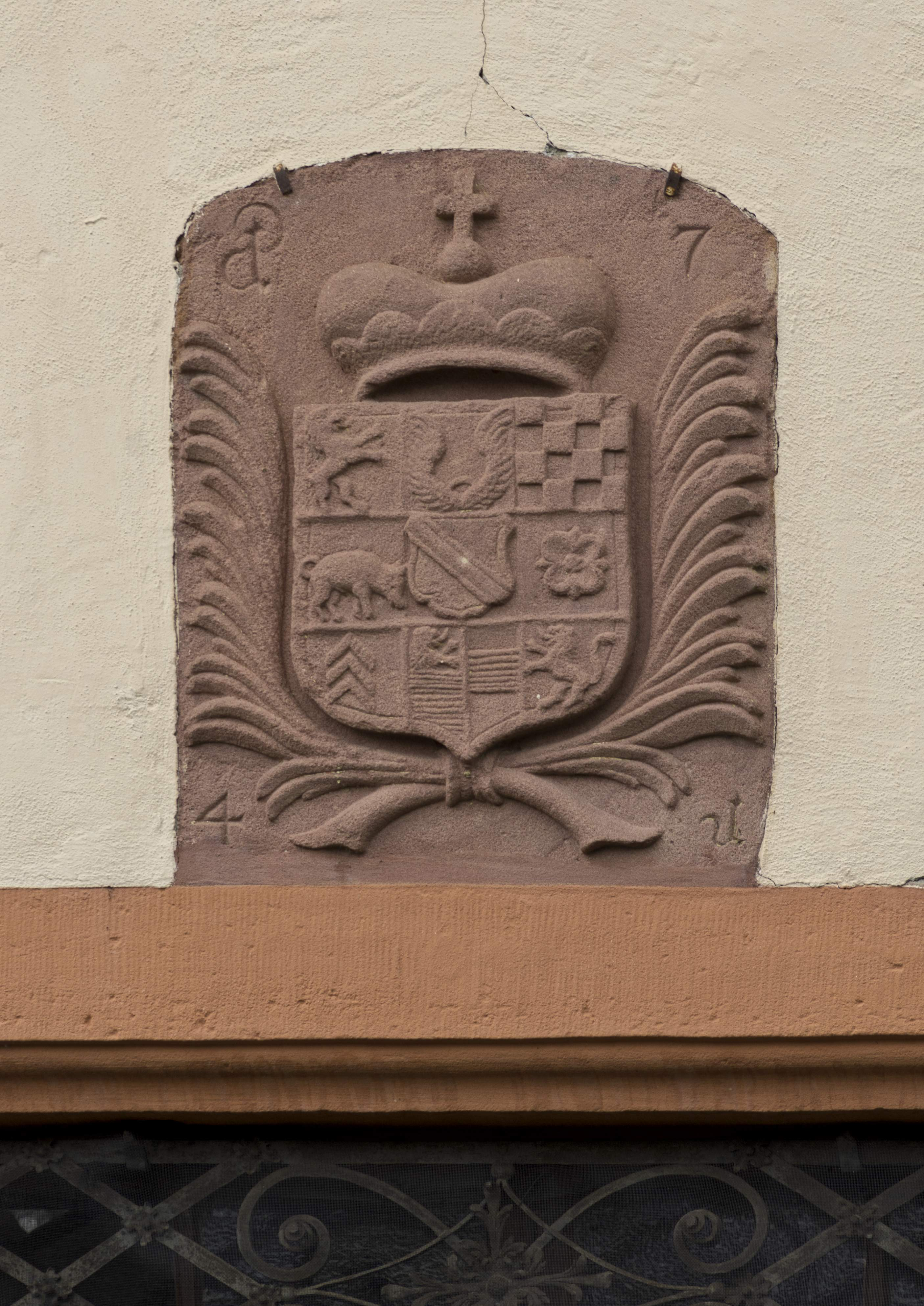
Wappen am Pfarrhaus

## Pfarrhaus
1687 wurde das heutige Pfarrhaus erbaut. Von 1985 bis 1986 fand eine umfangreiche Renovation statt. Der Eingang wird gekrönt von einem Sandstein-Wappen der Markgrafen von Baden-Durlach. Das Innere ist ausgezeichnet durch Stuck und feine Schreinerarbeiten. Eine kleine Kreuzigungsgruppe von Matthias Faller wird hier aufbewahrt.

## Rezeption
„Wie ein Gleichnis des Himmlischen Jesrualem blickt die St. Pankratiuskirche als Wahrzeichen über Holzhausen ins Land. …Hand in Hand arbeiteten Bauleute und Künstler zusammen, um aus einem Guss das Gesamtkunstwerk der dörflichen Barockkirche zu schaffen.“